# Malayepipona sparsipuncta
Malayepipona sparsipuncta (лат.) — вид одиночных ос рода Malayepipona (Eumeninae).

## Распространение
Китай, Yunnan Province, Nujiang Prefecture, Lanping County.

## Описание
Мелкие осы (длина около 1 см). Основная окраска чёрная с оранжево-жёлтыми отметинами. Этот вид легко отличить от всех других представителей рода Malayepipona по следующему сочетанию признаков: наличник чёрный с двумя жёлтыми боковыми пятнами у основания, тергиты T1 — T5 с апикальными жёлтыми полосами (наиболее широкими на T2 и наиболее узкими на T5), стернит S2 сбоку выпуклый, а посередине продольно вогнутый в основании. Чёрный, со следующими частями оранжево-жёлтыми: два пятна на верхнем боковом углу наличника, одно ниже пятна по внутреннему краю глаза, скапус вентрально, межусиковое пятно, одно маленькое пятно на щеке, основание переднеспинки, паратегула, два боковых пятна щитка, два больших соединенных пятна на заднеспинке, апикальные перевязи на тергитах Т1 — Т5 (самые широкие на Т2 и самые узкие на Т5), боковые апикальные перевязки на стерните S2; тегула темно-коричневая; крылья коричневые, маргитнальная ячейка переднего крыла без тёмного пятна на вершине. Нижнечелюстные щупики 6-члениковые, а нижнегубные состоят из 4 сегментов (формула 6,4).

## Таксономия и этимология
Таксон был впервые описан в 2021 году китайскими энтомологами Yue Bai, Bin Chen, Ting-Jing Li (Chongqing Normal University, Чунцин, Китай). Видовое название происходит от двух латинских слов: sparsus (разреженный) и punctus (пунктура), относящихся к соответствующему признаку (разреженной пунктировке брюшка).